# Черніков Геннадій Юрійович
Геннадій Юрійович Черніков (7 травня 1970) — український футболіст, що грав на позиції воротаря. Відомий а виступами в командах вищої української ліги «Прикарпаття» (Івано-Франківськ) і «Торпедо» (Запоріжжя).

## Клубна кар'єра
Геннадій Черніков розпочав виступи на футбольних полях у 1988 році, коли зіграв 2 матчі у складі команди другої ліги СРСР «Прикарпаття» з Івано-Франківська. До 1992 року Черніков грав у низці аматорських команд Івано-Франківської області. У 1992 році Геннадій Черніков перейшов до складу аматорської команди «Динамо» з Луганська, яка з початку сезону 1992—1993 років грала вже у перехідній лізі, та за підсумками цього сезону здобула право на виступи у другій українській лізі. у складі луганських динамівців Черніков грав до 1995 року, після чого перейшов до іншої команди другої ліги «Хутровик» з Тисмениці. Під час виступів за тисменицьку команду його на одну гру орендував клуб вищої української ліги «Прикарпаття» з Івано-Франківська. У складі тисменицького клубу Черніков грав до кінця 1997 року.
На початку 1998 року Геннадій Черніков став гравцем команди вищої ліги «Торпедо» із Запоріжжя. Проте у зв'язку із погіршенням фінансування автозаводці в цьому сезоні вибули з вищої ліги, а Черніков зіграв у вищому дивізіоні лише 5 матчів, і надалі до кінця 1999 року грав у складі «Торпедо» вже в першій українській лізі. На початку 2000 року футболіст перейшов до складу команди другої ліги «Борисфен» з Борисполя, з яким добув путівку до першої ліги, й з початку сезону 2000—2001 років грав у складі бориспільської команди вже в першій лізі. Другу половину сезону 2000 Черніков провів у команді другої ліги «Рось» з Білої Церкви, а в другій половині 2001 року грав у складі команди другої ліги «Борисфен-2». У 2002 році Геннадій Черніков грав у складі аматорської команди «Ніжин». У 2003 році Черніков знову став гравцем команди другої ліги «Рось», у якій грав до 2006 року. Після завершення виступів на футбольних полях Геннадій Черніков став тренером аматорської команди «Біла Церква».